# Document
Document — пятый студийный альбом альтернативной рок-группы R.E.M..

## История появления
К моменту создания пластинки за плечами музыкантов R.E.M. уже было пять выпущенных альбомов. За шесть лет своего существования пластинки группы не пользовались особой популярностью, а самым высоким местом в американском хит-параде было 78-е. Выпуская эту пластинку, музыканты также не ожидали особого коммерческого прорыва. Стиль группы — альтернативный рок, который в восьмидесятые также называли «колледж-роком» — не пользовался в то время особой популярностью. У всех на слуху были группы хейр-метала или стадионного рока, вроде Motley Crue или U2.
Тем не менее, Document стал неожиданным прорывом. Большой популярностью пользовались два сингла с альбома — «The One I Love» и «It’s The End of the World as We Know It (And I Feel Fine)». Для второго из них был выпущен видеоклип, в котором молодой скейтбордист копается в заброшенном и полуразрушенном здании. Видео попало в активную ротацию на музыкальном канале MTV. Группа также попала на обложку журнала Rolling Stone. Дэвид Фрике назвал альбом «звуком R.E.M. в движении, рёвом группы, которая гордится своими достижениями и вносит элемент неожиданности. Закат рок-н-ролла, как известно R.E.M., наступит ещё не скоро».

## Историческое значение
Альбом вошёл в список 500 величайших альбомов всех времён по версии журнала Rolling Stone, заняв в нём 462 место. По мнению обозревателя журнала, в отличие от других пластинок группы 1980-х годов, на которых музыканты пробовали что-то новое, именно эта более «прямолинейная» запись принесла R.E.M. популярность, сделав их частью мейнстрима.

## Список композиций
Все песни написаны Биллом Берри, Питером Баком, Майком Миллзом и Майклом Стайпом.
Первая сторона — «Page side»
1. «Finest Worksong» — 3:48
2. «Welcome to the Occupation» — 2:46
3. «Exhuming McCarthy» — 3:19
4. «Disturbance at the Heron House» — 3:32
5. «Strange» (Bruce Gilbert, Graham Lewis, Colin Newman, Robert Gotobed) — 2:31
6. «It’s the End of the World as We Know It (And I Feel Fine)» — 4:05

Вторая сторона — «Leaf side»
1. «The One I Love» — 3:17
2. «Fireplace» — 3:22
3. «Lightnin' Hopkins» — 3:20
4. «King of Birds» — 4:09
5. «Oddfellows Local 151» — 5:21

## Участники записи
R.E.M.
- Билл Берри — ударные, бэк-вокал
- Питер Бак — гитара, дульцимер в «King of Birds»
- Майк Миллз — бас-гитара, бэк-вокал
- Майкл Стайп — вокал

## Сертификации и продажи
| Организация | Уровень    | Дата            |
| ----------- | ---------- | --------------- |
| RIAA — US   | Золотая    | 2 ноября, 1987  |
| RIAA — US   | Платиновая | 25 января, 1988 |
| BPI — UK    | Золотая    | 22 июля, 2013   |